# Sodus Point
Sodus Point es una villa ubicada en el condado de Wayne en el estado estadounidense de Nueva York. En el año 2000 tenía una población de 1,160 habitantes y una densidad poblacional de 300 personas por km².

## Geografía
Sodus Point se encuentra ubicada en las coordenadas 43°16′10″N 76°59′15″O / 43.26944, -76.98750.

## Demografía
Según la Oficina del Censo en 2000 los ingresos medios por hogar en la localidad eran de $39,914, y los ingresos medios por familia eran $44,600. Los hombres tenían unos ingresos medios de $38,667 frente a los $25,521 para las mujeres. La renta per cápita para la localidad era de $22,642. Alrededor del 13.8% de la población estaban por debajo del umbral de pobreza.